# División de Mymensingh
Mymensingh (en bengalí: ময়মনসিংহ বিভাগ) es una de las ocho divisiones de Bangladés. Tiene una superficie de 10 485 km² y una población de 11 370 000 a partir del censo de 2011. Fue creado en 2015 de los distritos que anteriormente formaban la parte norte de la división de Daca. Su sede se encuentra en la ciudad y distrito homónimos.

## División administrativa
- Mymensingh
- Netrokona
- Jamalpur
- Sherpur

- Datos: Q19594930
- Multimedia: Mymensingh Division / Q19594930